# Partonopeus de Blois
Partonopeus de Blois (o Partinobles de Blois) es un largo poema del género novela de caballerías escrito en francés antiguo de 1170 a 1180. Su autor es desconocido (posiblemente fuera el autor Denis Pyramus).

## Argumento
Partenopeus está representado como si hubiera vivido en los días de Clovis, rey de Francia. Se le describe cazando en las Ardenas, hasta que llega a un castillo misterioso con habitantes invisibles. Melior, emperatriz de Constantinopla, que llega al atardecer, le dice que no debe intentar verla durante dos años y medio. Después de luchar con éxito contra los sarracenos, dirigido por Sornegur, rey de Dinamarca, vuelve al castillo, armado con una linterna encantada que rompe el hechizo. Las desgracias subsiguientes acaban teniendo un final feliz.
El cuento tuvo una continuación en las aventuras de Fursin o Anselet, el sobrino de Sornegur.

## Analogías
El cuento es, en esencia, una variante de la leyenda de Cupido y Psique. El nombre de Partonopeus (o Partonobles) se asume generalmente como una corrupción de Parthenopaeus, uno de los Siete contra Tebas, pero se ha sugerido que la palabra podría estar vinculada a Partenay, debido a los puntos de similitud entre esta historia y la leyenda de Melusine (véase Jean d'Arras), sujeto a la casa de Lusignan, dado que los señores de estos dos lugares estaban conectados. La historia también ha sido comparada con la historia artúrica de Le Beli Inconnu.
El romance, o una versión derivada de él, fue traducido al nórdico antiguo como Partalopa saga.